# Horst Krüger (Kirchenmusiker)
Horst Krüger (* 12. Juni 1952 in Tarmitz) ist ein deutscher Kantor, Organist, Komponist und Chorleiter.

## Leben
Krüger ist der Sohn des Landwirts Paul Krüger und Florentine Krüger und hat einen Bruder. Krügers Familie übersiedelte in dessen Kindheit zunächst nach Gelsenkirchen-Rotthausen, dann nach Westerholt und 1962 nach Gifhorn. Krüger bekam Klavierunterricht beim Kantorenehepaar der St. Nicolai-Kirche und sang im Knabenchor der evangelischen Stadtkirche Gifhorn. Bereits in frühen Jahren begann er mit dem Komponieren. In seiner baptistischen Heimatgemeinde spielte er zunächst Harmonium, bekam mit 14 Jahren zusätzlich Orgelunterricht und absolvierte alsbald die kirchenmusikalische D-Prüfung.
Krüger studierte Kirchenmusik in Hannover und legte nach drei Jahren die C-Prüfung und etwas später die B-Prüfung als Kirchenmusiker ab. Während des Wehrdienstes beim Heeresmusikkorp 3 in Lüneburg probte er weiterhin mit Kirchenchören und setzte nach zwei Jahren sein Studium an der Musikhochschule Lübeck fort.
Anschließend war er als Kirchenmusiker in einer Gemeinde in Hamburg tätig, deren Pastor der Vorsitzende des Christlichen Sängerbundes, Landesverband Hamburg, war. Von ihm wurde Krüger immer wieder für Orgeldienste, Referate und Chorleitung eingeladen. Im Oktober 1977 legte er dann die A-Prüfung im Lübecker Dom mit einem Orgelkonzert ab.
Von November 1977 bis Ende Juni 2017 war Krüger Bundeskantor beim Christlichen Sängerbund in Wuppertal.
Er hielt dort in dieser Zeit etwa 500 Chorseminare und betreute Singtage und -abende. Hinzu kommen 200 Chorleiterseminare und 165 Singfreizeiten in Adelboden, Ahlhorn, Berlin, Borkum, Braunfels, Buchholz, Langeoog, Schöntal, Solingen und Welschnofen und Wuppertal. Über die Entwicklung der christliche Musik in den Kirchengemeinden sprach er in einer Sendung des ERF.

## CD-Veröffentlichungen als Chorleiter
- Licht in dieser Welt, Verlag Singende Gemeinde, 2005
- Wir sind von Gott umgeben, Verlag Singende Gemeinde, 2007
- Freuet Euch ihr Christen alle, Verlag Singende Gemeinde, 2008
- Eins in Christus, Verlag Singende Gemeinde, 2009
- Rühmen will ich meinen Gott, Verlag Singende Gemeinde, 2010
- Glaube zieht ein, Verlag Singende Gemeinde, 2011
- Dein Licht kommt, Verlag Singende Gemeinde, 2015
- Miteinander. Lieder zum Bundesfest, Verlag Singende Gemeinde, 2015
- Quelle und Klang, Verlag Singende Gemeinde, 2015
- Lasst uns singen 2, Verlag Singende Gemeinde, 2016
- Als träumten wir, Verlag Singende Gemeinde, 2017

## Kompositionen
- Bleib mit deiner Gnade bei uns, Text: Taize, Verlag Singende Gemeinde
- Dienen fängt Im Herzen an, Text: Hartmut Handt, Strube Verlag GmbH
- Du bist unter uns, Text: Walter Rupp, Tyrolia GmbH Verlagsanstalt (Innsbruck)
- Du kennst die Tage, Text: Christa Atten, Verlag Singende Gemeinde
- Du teilst es aus, Text: Lothar Zenetti, Strube Verlag GmbH
- Es ruht ein Geheimnis in Allem, Text: Susanne Brandt
- Gott Spricht: Ich schenke euch ein neues Herz
- Gott über uns / Gott, Schöpfer dieser Welt, Text: Susanne Brandt
- Jetzt ist die Zeit, Text: Folkert Fendler, Verlag Singende Gemeinde
- Quelle und Klang bist du, Text: Susanne Brandt, Verlag Singende Gemeinde
- Singet dem Herrn
- Wir kommen und gehen, Text: Lothar Zenetti, Strube Verlag GmbH, Carus-Verlag
- Wir kommen und wir gehen, Text: Hanns Dieter Hüsch

## Herausgeber von Partituren
- Du bist der Atem meiner Lieder, 2002, ISBN 9783877530375
- Begleitsätze zum Chorbuch „Licht in dieser Welt“, 2005, ISBN 9783877530481
- Schaut den Stern. Weihnachtschorbuch, 2001, ISBN 9783877530276